# Emil Göllner
Emil Göllner (* 20. April 1859 in Pilzen; † nach 1898) war Gutsbesitzer und Mitglied des Deutschen Reichstags.

## Leben
Göllner besuchte die Volksschule in Pilzen und die Mittelschule in Schweidnitz. Seit 1876 betrieb er Landwirtschaft in Pilzen. Weiter war er Standesbeamter von 1884 bis 1889 und seit 1. April 1891 Gemeindevorsteher.
Von 1893 bis 1898 war er Mitglied des Deutschen Reichstags für den Wahlkreis Regierungsbezirk Breslau 9 Striegau, Schweidnitz und die Freisinnige Volkspartei.